# Washington (Indiana)
Washington es una ciudad ubicada en el condado de Daviess en el estado estadounidense de Indiana. En el Censo de 2010 tenía una población de 11509 habitantes y una densidad poblacional de 931,97 personas por km².

## Geografía
Washington se encuentra ubicada en las coordenadas 38°39′33″N 87°10′19″O / 38.65917, -87.17194. Según la Oficina del Censo de los Estados Unidos, Washington tiene una superficie total de 12.35 km², de la cual 12.25 km² corresponden a tierra firme y (0.78%) 0.1 km² es agua.

## Demografía
Según el censo de 2010, había 11509 personas residiendo en Washington. La densidad de población era de 931,97 hab./km². De los 11509 habitantes, Washington estaba compuesto por el 89.21% blancos, el 1.07% eran afroamericanos, el 0.3% eran amerindios, el 1.06% eran asiáticos, el 0.07% eran isleños del Pacífico, el 6.4% eran de otras razas y el 1.89% pertenecían a dos o más razas. Del total de la población el 9.62% eran hispanos o latinos de cualquier raza.